# Brunei na Universíada de Verão de 2021
Brunei participou da Universíada de Verão de 2021, que aconteceu em Chengdu, na China, entre 28 de julho e 8 de agosto de 2023.
Foram dois atletas — um masculino e um feminino — em uma única modalidade não olímpica — o wushu.

## Competidores
Estas foram as modalidades e atletas que disputaram a edição:
| Esporte | Masculino | Feminino | Total |
| ------- | --------- | -------- | ----- |
| Wushu   | 1         | 1        | 2     |
| Total   | 1         | 1        | 2     |

## Medalhas

### Medalhistas
Esta foi a medalhista desta edição:
| Medalha | Esporte | Atleta        | Prova                |
| ------- | ------- | ------------- | -------------------- |
| Prata   | Wushu   | Basma Lachkar | Feminino – Taijijian |

### Por modalidade
Estas foram as medalhas por modalidade nesta edição:
| Esporte | Medalha de ouro | Medalha de prata | Medalha de bronze | Total de medalhas |
| ------- | --------------- | ---------------- | ----------------- | ----------------- |
| Wushu   | 0               | 1                | 0                 | 1                 |
| Total   | 0               | 1                | 0                 | 1                 |

## Desempenho

### Wushu
Masculino
| Atleta              | Evento    | Final     | Final | Ref.  |
| Atleta              | Evento    | Resultado | Pos.  | Ref.  |
| ------------------- | --------- | --------- | ----- | ----- |
| Hosea Zheng Yu Wong | Taijiquan | 9.606     | 5     | [ 3 ] |
| Hosea Zheng Yu Wong | Taijijian | 9.463     | 7     | [ 4 ] |

Feminino
| Atleta        | Evento    | Final     | Final            | Ref.        |
| Atleta        | Evento    | Resultado | Pos.             | Ref.        |
| ------------- | --------- | --------- | ---------------- | ----------- |
| Basma Lachkar | Taijiquan | 9.596     | 7                | [ 5 ]       |
| Basma Lachkar | Taijijian | 9.680     | Medalha de prata | [ 6 ] [ 7 ] |